# Johann Adam Erb
Johann Adam Erb (* 20. September 1807 in Brandlos; † 21. August 1871 ebenda) war ein deutscher Kommunalpolitiker und Abgeordneter des Kurhessischen Kommunallandtags und des Provinziallandtages der preußischen Provinz Hessen-Nassau.

## Leben
Johann Adam Erb war der Sohn des Zimmermanns Johann Georg Erb und dessen Gemahlin Agnes Rützel. In seinem Heimatort war er Bürgermeister und in den Jahren 1860 bis 1866 Abgeordneter in der Kurhessischen Ständeversammlung, die von 1831 bis zur Annexion Hessens durch Preußen im Jahre 1866 das Parlament bildete.
1868 wurde Erb als Vertreter für den Landkreis Fulda in indirekter Wahl zum Abgeordneten des Kurhessischen Kommunallandtags des Regierungsbezirks Kassel gewählt, aus dessen Mitte er ein Mandat für den Provinziallandtag der Provinz Hessen-Nassau erhielt.